# 9141 Kapur
A 9141 Kapur (ideiglenes jelöléssel 5174 T-3) a Naprendszer kisbolygóövében található aszteroida. Cornelis Johannes van Houten, Ingrid van Houten-Groeneveld és Tom Gehrels fedezte fel 1977. október 16-án.